# Detmar Leo
Detmar Leo (* 28. Mai 1944 in Burgdorf; † 28. April 2009 in Münster) war ein Bremer Politiker der SPD.

## Biografie

### Ausbildung und Beruf
Leo hat Volkswirtschaft studiert. Nach dem Studium arbeitete als Manager für eine deutsche Bank, für die er u. a. Gutachten zu Krediten für Dritte-Welt Staaten schrieb. Aus familiären Gründen gab er den Managerjob auf, um am Schulzentrum an der Bördestraße in Bremen Wirtschaftslehre zu unterrichten.

### Politik
Er trat früh der SPD bei. Von 1988 bis 1998 war er Vorsitzender des Unterbezirks Bremen-Nord der SPD. Er war zudem bis 2000 Vorsitzender des SPD-Ortsvereins von Vegesack. Verschiedene Programmplanungen für den Stadtteil Vegesack sind mit seinem Namen verbunden.
1991 wurde er zum Mitglied der Bremer Bürgerschaft gewählt und er nahm dieses Amt bis 2003 war. In der Bürgerschaft war er der wirtschaftspolitische Sprecher der SPD-Fraktion im Landtag und Mitglied in den entsprechenden Deputationen der Bürgerschaft. Er beeinflusste den strukturpolitischen Wandel in Bremen-Nord nachhaltig, insbesondere nach dem Zusammenbruch der Vulkanwerft. Er war in der Bürgerschaft für wirtschafts-, wissenschafts-, kulturpolitische Angelegenheiten und für die Jugendhilfe tätig.
In der bremischen Wirtschafts- und Außenwirtschaftspolitik setzte Leo sich u. a. für grenzüberschreitende Kooperationen ein und engagierte sich z. B. für die 1991 gegründete Neue Hanse Interregio (NHI), in der die deutschen Länder Niedersachsen und Bremen sowie die niederländischen Provinzen Drenthe, Friesland, Groningen und Overijssel zusammenarbeiten. Darüber hinaus war er u. a. von 1991 bis 1995 Mitglied des Landesbeirates der Bremer Förderinstitution für Kunst im öffentlichen Raum, k: kunst im öffentlichen Raum Bremen, sowie mehrere Jahre Angehöriger des Aufsichtsrates der Bremer Dachorganisation für Landesentwicklung und Wirtschaftsförderung, der BIG-Gruppe.
Seit 2000 erkrankt, musste Leo sich zunehmend von seinen politischen Aufgaben zurückziehen.
Der Schriftsteller Per Leo ist sein Neffe.

## Publikationen (Auswahl)
- Beitrag in: Bremen zu Beginn des 21. Jahrhunderts. Aufbruch, Umbruch oder chronischer Sanierungsfall? Herausgegeben von Hartmut Roder, Edition Temmen: Bremen 2005, ISBN 978-3-86108-571-3.